# خايرو كوينتيروس
خايرو كوينتيروس (بالإسبانية: Jairo Quinteros)‏ هو لاعب كرة قدم بوليفي وإسباني في مركز الدفاع، ولد في 7 فبراير 2001 في سانتا كروز دي لا سييرا في بوليفيا. شارك مع منتخب بوليفيا تحت 20 سنة لكرة القدم ومنتخب بوليفيا لكرة القدم. أما مع النوادي، فقد لعب مع إنتر ميامي ونادي بوليفار.

## وصلات خارجية
- خايرو كوينتيروس على موقع الدوري الأمريكي (الإنجليزية)
- خايرو كوينتيروس على موقع قاعدة بيانات كرة القدم.إي يو (الإنجليزية)
- خايرو كوينتيروس على موقع ناشيونال فوتبول تيمز (الإنجليزية)
- خايرو كوينتيروس على موقع Soccerbase.com (لاعب) (الإنجليزية)
- خايرو كوينتيروس على موقع Soccerway.com (الإنجليزية)
- خايرو كوينتيروس على موقع عالم كرة القدم.نت (الإنجليزية)